# Ptitsy nad gorodom
Ptitsy nad gorodom (russisk: Птицы над городом) er en sovjetisk spillefilm fra 1974 af Sergej Nikonenko.

## Medvirkende
- Mikhail Gluzskij som Aleksandr Vasiljevitj Bukin
- Andrej Gluzskij
- Igor Merkulov som Andrjusja
- Sergej Nikonenko som Visjnjakov
- Raisa Kurkina som Margo